# Jan Fišar
Jan Fišar (* 24. září 1955 Praha) je český herec, syn herce Vlastimila Fišara. Jeho nejznámější rolí je JUDr. Alexandr Záhorský, hlavní postava pořadu Soudce Alexandr.
Jeho manželkou je herečka Pavlína Kafková, jejíž nejznámější rolí je JUDr. Barbara Richterová v pořadu Soudkyně Barbara. Mají spolu jednoho syna, Jindřicha Fišara.

## Profesní kariéra
Herectví se věnuje od roku 1976. 

### Divadlo
V roce 1982 se stal stálým členem souboru Národního divadla moravskoslezského.

### Film
- Poprvé hrál ve filmu Posel dobrých zpráv.

Od té doby si zahrál nejméně ve 26 filmech a deseti seriálech, zejména: 
- Plechová kavalérie (1979),
- Bakaláři (1987),
- Věčný tulák (1990),
- Konto separato (1996),
- Cestující bez zavazadel (1998),
- Četnické humoresky (2001)
- Beáta (2001)
- Rodina je základ státu (2011)
- Bikdýl (2013)
- Ženská pomsta (2020)
- Tři Tygři ve filmu: JACKPOT (2022)
- Stíny v mlze (2022)
- 2024	seriál Kriminálka Anděl (2024)

### Rozhlas
- 2024 Andrew Caldecott: Vánoční shledání, Český rozhlas Ostrava, překlad: Pavel Pecháček, četl: Jan Fišar; režie: Tomáš Soldán.

## Ocenění
V roce 2012 obdržel na Poděbradských dnech poezie cenu Křišťálová růže za přednes poezie a prózy.